# March Story
March Story est un manga japonais écrite par Kim Hyung-min et illustrée par Yang Kyung-il . Il a été sérialisé dans le Monthly Sunday Gene-X de Shogakukan de décembre 2007 à janvier 2011.

## Synopsis
L'histoire se déroule a l'époque du XVIIIe siècle en Europe.
Dans certains objets très beaux et précieux se cachent des créatures maléfiques nommés les "ils". Si un humain possède cet objet, le "il" s'empare peu a peu de son âme, prend le contrôle de son corps et tue des gens.

## Publication
Écrit par Kim Hyung-min et illustré par Yang Kyung-il , March Story a été publié dans le Monthly Sunday Gene-X de Shogakukan du 19 décembre 2007,  au 19 janvier 2013,.  Shogakukan a rassemblé ses chapitres en cinq volumes tankōbon , publiés du 19 décembre 2008  au 19 avril 2013.
En France, le manga est édité par Panini entre octobre  2010 et  mars 2014.

## Fiche technique
- Édition japonaise : Shogakukan
  - Nombre de volumes sortis : 5 (terminé)
  - Date de première publication : Décembre 2008[7]
  - Prépublication : Sunday GX
- Édition française : Panini
  - Nombre de volumes sortis : 5 (terminé)
  - Date de première publication : octobre  2010

## Réception
Deb Aoki de About.com a écrit: " March Story présente des œuvres d'art éblouissantes et délicates, pour accompagner ses fables souvent horribles. Cette série de contes de fées très sombre plaira aux fans de Vertigo,ce qui en fait un bon choix si vous avez envie de quelque chose de nouveau à lire le soir de la Toussaint.